# Jack Slaughter
Jack Slaughter ist eine Horrorkomödie in Form einer Hörspielreihe, welche die Geschichte des Dämonenjägers „Jack Slaughter“ erzählt. Die Hörspielreihe wird von Universal Music Group veröffentlicht und von LPL Records produziert. Die Sprecher und der Autor, Lars Peter Lueg, sind unter anderem aus Hörspielen wie Offenbarung 23 bekannt.

## Handlung
Die Geschichte von Jack Slaughter spielt im amerikanischen Städtchen Jacksonville.
Jack Slaughter ist Verkäufer in der Waffenabteilung des Geschäfts „Lucky Hunter“ und leidenschaftlicher Hobbytaucher. Er erhält eines Tages ein Paket von einem unbekannten Absender. In diesem befindet sich eine Sonderanfertigung der Pistole der Marke „FP-45 Liberator“ mit passender Titan-Uran-Munition, mit welcher er Dämonen aus der Unterwelt besiegen kann. Sein Erzfeind ist Professor Doom, der einst als Professor Daniel Oswald Ozymandias Mangrove einen Lehrstuhl an der Universität von Jacksonville im Fach Parapsychologie unterhielt und dort auch für die Regierung forschte. Als er nicht die gewünschten Forschungsergebnisse liefern kann, wird er von der Regierung entlassen, zudem kündigt seine Assistentin Kim, die später zu Jacks und Tonys Mitstreiterin wird, und sein Bruder begeht Selbstmord. Daraufhin geht er einen Pakt mit dem Teufel ein. Er gibt ihm seine Seele für den ultimativen Beweis, dass es Dämonen wirklich gibt. Daraufhin verwandelt sich Daniel Oswald Ozymandias Mangrove in Professor Doom und wird zum mächtigsten Dämon der Welt. Professor Doom ist nahezu unverwundbar und wird durch den Besitz von Hass (dem Handbuch der schwarzen Seelen) noch mächtiger. 
Seither kämpft Jack als „Tochter des Lichts“, dessen Aufgabe es ist, die Menschen vor allerlei Monstern zu beschützen, zusammen mit seinem besten Freund und Langzeitstudent Tony Bishop und der Parapsychologin und Bikinimodel Dr. Kim Novak gegen das keimende Böse in Jacksonville.
Regelmäßig erscheint Jack Slaughter seine tote Grandma im Traum und gibt ihm Tipps zur Monsterbekämpfung (und für ein gutes Make-up). Sie war einst auch eine „Tochter des Lichts“ und hinterließ Jack „Ponytail Nr. 1“, (Nr. 1, weil sie die erste Barbie war), welche eine Barbie-Puppe mit besonderen Kräften ist, da seine Grandma ihre magischen Kräfte auf die Puppe übertragen hat.
Seine Grandma nennt ihn „Jackie“. Sie kann, will und darf nicht verstehen, dass die „Tochter des Lichts“ diesmal Jack heißt und ein Junge ist.

## Episodenliste
| Nr. | Titel                     | Erscheinung        | ISBN/UPC               |
| --- | ------------------------- | ------------------ | ---------------------- |
| 1   | Die Tochter des Lichts    | 31. Oktober 2008   | ISBN 978-3-8291-2187-3 |
| 2   | Professor Dooms Erwachen  | 31. Oktober 2008   | ISBN 978-3-8291-2188-0 |
| 3   | Das Tor zur Hölle         | 20. Februar 2009   | ISBN 978-3-8291-2189-7 |
| 4   | Virus in Jacksonville     | 20. Februar 2009   | ISBN 978-3-8291-2190-3 |
| 5   | Am Ende der Welt          | 17. Juli 2009      | ISBN 978-3-8291-2294-8 |
| 6   | Im Land der Vampire       | 17. Juli 2009      | ISBN 978-3-8291-2295-5 |
| 7   | Dr. Jekyll und Mrs. Hyde  | 30. Oktober 2009   | ISBN 978-3-8291-2296-2 |
| 8   | Das Heer der Finsternis   | 30. Oktober 2009   | ISBN 978-3-8291-2297-9 |
| 9   | Die Wurzel des Bösen      | 26. Februar 2010   | ISBN 978-3-8291-2355-6 |
| 10  | Werwolf im Schafspelz     | 28. Mai 2010       | ISBN 978-3-8291-2356-3 |
| 11  | Im Haus des Todes         | 27. August 2010    | ISBN 978-3-8291-2357-0 |
| 12  | Der dämonische Hellseher  | 26. November 2010  | ISBN 978-3-8291-2358-7 |
| 13  | Der Ponyhof des Grauens   | 15. April 2011     | ISBN 978-3-8291-2442-3 |
| 14  | Draculas großes Comeback  | 15. Juli 2011      | UPC 602527615875       |
| 15  | Bedrohung aus dem All     | 20. September 2011 | UPC 0602527615882      |
| 16  | Asmodianas Todesring      | 20. Januar 2012    | UPC 0602527615899      |
| 17  | Gedankenspione            | 7. September 2012  | UPC 0602537051120      |
| 18  | Das Scheusal aus dem Meer | 25. Januar 2013    | UPC 0602537051137      |
| 19  | Die Dämonenfabrik         | 24. Mai 2013       | UPC 0602537051151      |
| 20  | Der satanische Gral       | 27. September 2013 | UPC 0602537051175      |
| 21  | Dr. Darkness sagt Hallo   | 4. Juli 2019       |                        |
| 22  | Dämonisches Donnerwetter  | 16. August 2019    |                        |
| 23  | Geisterjäger in Not       | 6. September 2019  |                        |
| 24  | Nacht der toten Lebenden  | 29. November 2019  |                        |

## Darsteller/Sprecher
| Rolle                        | Darsteller                   | Folgen |
| ---------------------------- | ---------------------------- | ------ |
| Charles McCaine (Erzähler)   | Till Hagen                   | 24     |
| Jack Slaughter               | Simon Jäger                  | 24     |
| Tony Bishop                  | David Nathan                 | 24     |
| Dr. Kim Novak                | Arianne Borbach              | 24     |
| Mr. Ming                     | Fang Yu                      | 24     |
| Basil Creeper / Dr. Darkness | Rainer Fritzsche             | 21     |
| Professor Doom               | Klaus-Dieter Klebsch         | 20     |
| Grandma Abigail              | Gisela Fritsch †             | 20     |
| Bob / Robert Stark           | Andy Matern / Dietmar Wunder | 20/1   |
| Sunset River                 | Schaukje Könning             | 13     |
| Rick Silver                  | Dennis Schmidt-Foß           | 10     |
| Luzifer/Lloyd Skinner        | Lutz Mackensy                | 10     |
| Frank Stoner                 | Jan Spitzer †                | 10     |
| White Silk                   | Ulrike Stürzbecher           | 8      |
| Zoran Lovari                 | Tilo Schmitz                 | 5      |
| Chuck Novak                  | Tobias Kluckert              | 5      |
| Piet                         | Michael Pan                  | 4      |
| Reverend Black               | Hasso Zorn †                 | 4      |
| Jean-Claude van Helsing      | Thomas Nero Wolff            | 4      |
| Barbara Slaughter            | Katharina Lopinski           | 4      |
| John Slaughter               | Engelbert von Nordhausen     | 4      |
| Großonkel Colt               | Marlin Wick                  | 4      |
| John Turner / Radiomoderator | Lutz Riedel                  | 1/3    |
| General Custer               | Detlef Bierstedt             | 2      |
| Ms. Albright                 | Regina Lemnitz               | 2      |
| Mr. Carl Strangler           | Udo Schenk                   | 1      |
| Graf Dracula                 | Reiner Schöne                | 1      |
| Baron Samedi                 | Peter Sura                   | 1      |
| Gevatter Tod                 | Horst Lampe                  | 1      |